# بندر آفتاب
بندر آفتاب بندری واقع در بخش شیبکوه شهرستان بندرلنگه واقع در استان هرمزگان ایران است.این بندر در نزدیکترین فاصله (۱۸ کیلومتر) به جزیره کیش قرار گرفته‌است.
بندر آفتاب دارای پایانه مسافربری و کانتینری است و نخستین بندر عمومی تجاری-مسافری بخش خصوصی در منطقه خلیج فارس به‌شمار می‌رود. همجواری این بندر با منطقه آزاد کیش و منطقه پارس جنوبی بر اهمیت اقتصادی آن افزوده‌است.